# في ديل موندو
في ديل موندو ولدت في السابع والعشرين من نوفمبر عام (1911)، وتوفيت في السادس من أغسطس عام (2011). طبيبة أطفال فلبينية، ومؤسسة أول مستشفى لطب الأطفال في الفلبين. استمر عملها الرائد في طب الأطفال بالفلبين حتى مع عملها البحثي النشط على مدار نحو ثمانية عقود. حصلت موندو على العديد من التكريمات الدولية، ومنها جائزة رامون ماجسايساي للخدمة العامة عام (1977)، ومُنحت لقب، ورتبة عالمة الفلبين الوطنية عام (1980)، ومنحت وسام لاكاندولا عام (2010).

## تعليمها ونشأتها
ولدت موندو في شارع كابيلدو 120 بحي انترامورس في مانيلا، في السابع والعشرين من نوفمبر عام (1911). كانت واحدة من بين ثمانية أطفال لبرناردو ديل موندو. منزل أسرتها كان مقابلًا لكاتدرائية مانيلا. كان برناردو محاميا مشهورًا من ماريندوكو، والذي خدم لفترة في ولاية واحدة لمجلس النواب الفلبيني ممثلًا عن مقاطعة تايابس. توفي ثلاثة من بين ثمانية أشقاء لها في مرحلة الطفولة، بينما توفي شقيقها الأكبر بسبب الزائدة الدودية في عمر الحادية عشر. كان موت شقيقها الأكبر هو الدافع، والمحرك لرغبتها لتصبح طبيبة لعلاج الفقراء.
التحقت موندو بكلية الطب بالحرم الجامعي الرئيسي في جامعة الفلبين في مانيلا عام (1926). لتحصل على درجة البكالوريوس في الطب عام (1933). اجتازت اختبار اللجنة الطبية، وحصلت على المركز الثالث من بين المتقدمين للاختبار. أدى تعرضها للكثير من الحالات الطبية التي تخص الأطفال خلال دراستها للطب إلى اختيارها لطب الأطفال كتخصص لها.

### دراسات ما بعد التخرج
بعد تخرجها من كلية الطب، عرض عليها الرئيس الفلبيني دفع تكاليف تدريبها في أي مجال طبي تختاره، وفي أي كلية للطب ضمن الولايات المتحدة. يقال، كانت موندو الطالبة الأولى على كلية الطب بجامعة هارفارد،  وأول امرأة آسيوية تدرس هذا التخصص في كلية الطب بجامعة هارفارد. ومع ذلك، طبقًا لأرشيف مركز كلية الطب بجامعة هارفارد:
بالرغم أن دكتور موندو كانت مميزة في الكثير من الجوانب، فلا يوجد مصدر حقيقي يؤكد أنها تخرجت من كلية الطب بجامعة هارفارد. وكلما بحثت في سجلات كلية الطب بجامعة هارفارد لم أجد شيئًا. وتُظهر الفهارس، والسجلات أنها حصلت على بكالوريوس الطب من جامعة الفلبين في مانيلا عام (1933)، ثم أتت إلى بوسطن عام (1936)، لتكمل دراساتها في طب الأطفال. حقيقة إن كلية الطب بجامعة هارفارد لم تقبل الطالبات، ودكتور موندو حصلت على شهادة الدكتوراه في طب الأطفال ما يؤكد أنها لم تحصل على الشهادة منها، حتى ولو عن طريق الخطأ، فلم أجد دليلًا يثبت أنها تخرجت من كلية الطب بجامعة هارفارد. لكن يبدو أنها أكملت دراساتها العليا في هذه الكلية من خلال حضور مواعيد ولقاءات بمستشفى الأطفال في بوسطن.
عادت دكتور موندو إلى مستشفى الأطفال بكلية الطب في جامعة هارفارد عام (1939) للحصول على زمالة بحثية لمدة عامين. التحقت أيضًا بكلية الطب في جامعة بوسطن، وحصلت منها على درجة الماجستير في علم الجراثيم عام (1940).

## مسيرتها المهنية الطبية
عادت دكتور موندو إلى الفلبين عام (1941)، قبل وقت قليل من الغزو الياباني للبلاد، والتحقت بالصليب الأحمر الدولي. تطوعت لرعاية الأطفال المعتقلين ثُم اعتُقلت في معسكر جامعة سانت توماس للمعتقلين من جنسيات أجنبية. أقامت موندو دار رعاية مؤقتة داخل معسكر الاعتقال، حتى عُرفت بملاك سانت توماس. بعد أن أغلقت السلطات اليابانية هذا المأوى عام (1943)، طلب لوين جينتو من دكتور موندو أن ترأس مستشفى الأطفال تحت رعاية حكومة المدينة. والتي حولت في وقت لاحق لمركز رعاية كامل لمواجهة أعداد المصابين المتزايدة نتيجة معركة مانيلا، ليسمّى بالمستشفى العام الشمالي. بقيت موندو كمديرة للمستشفى حتى عام (1948).
التحقت موندو بكلية الطب في جامعة سانت توماس، ثُم جامعة الشرق الأقصى في عام (1954). أسست عيادة صغيرة لطب الأطفال لمواصلة ممارساتها الخاصة بالطب.

### إنشاء مركز طب الأطفال
بعد الإحباط من الحدود، والإجراءات البيروقراطية في المستشفيات الحكومية، تطلعت موندو لتأسيس مستشفى للأطفال خاص بها. في النهاية باعت منزلها، ومعظم ممتلكاتها الشخصية، وحصلت على قرض كبير من نظام تأمين الخدمات الحكومية لتمويل إنشاء مستشفى الأطفال الخاص بها. كان مركز رعاية الأطفال الذي أنشأته موندو يحتوي على 100 سرير في مدينة كوزون، كأول مستشفى للأطفال في الفلبين عام (1957). توسعت في عام (1966)، من خلال إنشاء مركز صحة الطفولة والأمومة، وهو أول معهد من نوعه في آسيا.
نقلت موندو ملكيتها الشخصية للمستشفى إلى مجلس أمناء في عام (1958).

## وفاتها
استمرت ماندو في ممارستها الفعالة لطب الأطفال حتى عمر التسعين. توفيت في السادس من أغسطس عام (2011)، بعد إصابتها بالسكتة القلبية. ودفنت في ليبينجان نج مجا باياني.

## أبحاثها، وابتكاراتها
عرفت موندو بعملها الرائد حول الأمراض المعدية في الفلبين. وبسبب ضعف الإمكانيات، وعدم وجود مختبرات مجهزة بشكل جيد داخل الفلبين، أرسلت بلا تردد العديد من عينات الدم لتحليلها في الخارج. تابعت موندو دراساتها على حمى الضنك، وهو مرض شائع في الفلبين، لكنه لم يكن معروفًا إلى حد كبير في ذلك الوقت. يقال أن ملاحظاتها السريرية على حمى الضنك، ونتائج أبحاثها أدت إلى فهم أوسع شمولًا لهذه الحمى، خصوصًا أنها تصيب الشباب. ألّفت أكثر من مئة مقالة، وتقرير، ومراجعة عن العديد من الأمراض مثل حمى الضنك، والحصبة، وشلل الأطفال.
ألفت كتابًا تعليميًا لطب الأطفال، والذي استخدم في الكليات الطبية بالجامعات الفلبينية.
أولت موندو كثيرًا من الاهتمام تجاه مجال الصحة العامة، مع بعض الاهتمامات الخاصة تجاه المجتمعات الريفية. نظمت العديد من الفرق الإرشادية الريفية لتقديم النصح، والمشورة للأمهات حول رضاعة، ورعاية أطفالهن. دعمت فكرة ربط المستشفيات بالمجتمع من خلال انغماس الأطباء ومقدمي الرعاية الصحية الآخرين، والجمهور في برامج الصحة العامة مثل التطعيم، والتغذية.

## المكافآت، والتقديرات
أُعلنت موندو كعالمة الفلبين الوطنية، وهي أول امرأة فلبينية تحصل على هذا اللقب.
من بين الجوائز الدولية التي حصلت عليها كانت جائزة إليزابيث بلاكويل تقديرًا لخدماتها البارزة للبشرية عام (1966) من قبل كليات هبرت وويليام سميث. حصلت في عام (1977)، على جائزة رامون ماجازايزاي للخدمة العامة.
حصلت على جائزة تيريزا كالكوتا المقدسة من مؤسسة آي واي الخيرية عام (2008). 
بعد وفاتها، منحها الرئيس بينجنو أكوينو الثالث القلادة الرفيعة «وسام القلب الذهبي » في عام (2011).
احتفل جوجل دودل بعيد ميلاد موندو السابع بعد المئة في السابع والعشرين من نوفمبر عام (2018).